# Cratere Blount
Blount è un cratere sulla superficie di Marte. 
Il cratere è dedicato a Katherine Hoyt Price Blount, una geoplanetologa statunitense.